# Sand Coulee
Sand Coulee – jednostka osadnicza w Stanach Zjednoczonych, w stanie Montana, w hrabstwie Cascade.